# Pollard-Schrift

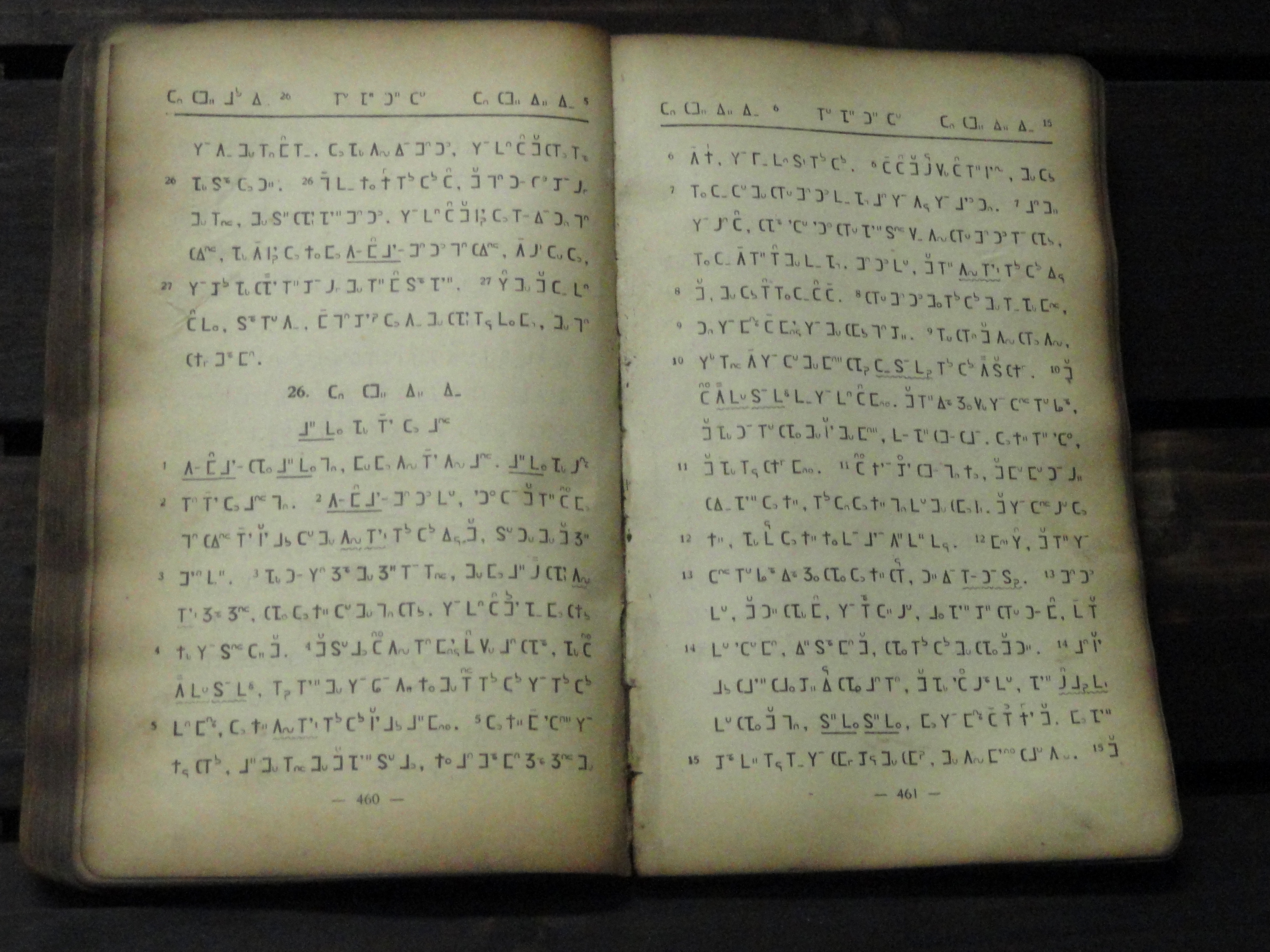
Buch in Pollard-Schrift

Die Pollard-Schrift ist eine Abugida, die von dem britischen Missionar Samuel Pollard (1864–1915) zur Benutzung in den Sprachen der Miao, insbesondere A-Hmao, erfunden wurde. Sie wurde 1905 erstellt und bis 1936 reformiert.

## Geschichte
Pollard erfand die Schrift für die Verwendung mit A-Hmao, einer von mehreren Miao-Sprachen. Die Schrift wurde mehrfach überarbeitet, bis 1936 eine Übersetzung des Neuen Testaments in dieser Schrift veröffentlicht wurde. Die Einführung des christlichen Materials in der von Pollard erfundenen Schrift löste bei den Miao große Begeisterung aus. Das lag unter anderem daran, dass sie eine Legende darüber hatten, dass ihre Vorfahren eine Schrift besaßen, diese aber verloren hatten. Der Legende zufolge würde die Schrift eines Tages wieder zurückgebracht werden. Als die Schrift eingeführt wurde, kamen viele Miao von weit her, um sie zu sehen und zu lernen.
Pollard schrieb die Grundidee der Schrift den von James Evans in den Jahren 1838–1841 entworfenen Cree-Silben zu: „Bei der Ausarbeitung des Problems erinnerten wir uns an die von einem methodistischen Missionar unter den Indianern Nordamerikas verwendeten Silben und beschlossen, es ihm gleichzutun“.
Auch einem chinesischen Pfarrer zollte er Anerkennung: „Stephen Lee hat mir in dieser Angelegenheit sehr gut geholfen, und schließlich sind wir zu einem System gelangt.“
Der politische Wandel in China führte zur Verwendung mehrerer konkurrierender Schriften, von denen die meisten Romanisierungen waren. Die Pollard-Schrift ist bei den Hmong in China nach wie vor beliebt, obwohl die Hmong außerhalb Chinas eher eine der alternativen Schriften verwenden. Eine Überarbeitung der Schrift wurde 1988 abgeschlossen und ist nach wie vor in Gebrauch.
Seit Version 6.1 vom Januar 2012 ist die Pollard-Schrift als Unicodeblock Pollard-Schrift Teil von Unicode.

## Struktur
Die Schrift basiert auf dem lateinischen Alphabet, ist aber, bedingt durch ihren Status als Abugida, in der Struktur völlig unterschiedlich. Von anderen Abugidas unterscheidet sie sich, indem die Position der Vokalzeichen nicht willkürlich ist – sie gibt den Ton der Silbe an.
Wie bei den meisten anderen Abugidas stehen die Pollard-Buchstaben für Konsonanten, während die Vokale durch diakritische Zeichen dargestellt werden. Einzigartig ist jedoch, dass die Position dieses diakritischen Zeichens variiert wird, um den Laut darzustellen. Wenn das Diakritikum im westlichen Hmong beispielsweise über dem Konsonanten steht, bedeutet dies, dass die Silbe einen hohen Ton hat, während es unten rechts einen tiefen Ton anzeigt.

## Konsonanten
| 𖼀                 | 𖼁              | 𖼂               | 𖼃       | 𖼄              |
| ----------------- | -------------- | --------------- | ------- | -------------- |
| PA                | BA             | YI PA           | PLA     | MA             |
| 𖼅                 | 𖼆              | 𖼇               | 𖼈       | 𖼉              |
| MHA               | archaisches MA | FA              | VA      | VFA            |
| 𖼊                 | 𖼋              | 𖼌               | 𖼍       | 𖼎              |
| TA                | DA             | YI TTA          | YI TA   | TTA            |
| 𖼏                 | 𖼐              | 𖼑               | 𖼒       | 𖼓              |
| DDA               | NA             | NHA             | YI NNA  | archaisches NA |
| 𖼔                 | 𖼕              | 𖼖               | 𖼗       | 𖼘              |
| NNA               | NNHA           | LA              | LYA     | LHA            |
| 𖼙                 | 𖼚              | 𖼛               | 𖼜       | 𖼝              |
| LHYA              | TLHA           | DLHA            | TLHYA   | DLHYA          |
| 𖼞                 | 𖼟              | 𖼠               | 𖼡       | 𖼢              |
| KA                | GA             | YI KA           | QA      | QGA            |
| 𖼣                 | 𖼤              | 𖼥               | 𖼦       | 𖼧              |
| NGA               | NGHA           | archaisches NGA | HA      | XA             |
| 𖼨                 | 𖼩              | 𖼪               | 𖼫       | 𖼬              |
| GHA               | GHHA           | TSSA            | DZZA    | NYA            |
| 𖼭                 | 𖼮              | 𖼯               | 𖼰       | 𖼱              |
| NYHA              | TSHA           | DZHA            | YI TSHA | YI DZHA        |
| 𖼲                 | 𖼳              | 𖼴               | 𖼵       | 𖼶              |
| reformiertes TSHA | SHA            | SSA             | ZHA     | ZSHA           |
| 𖼷                 | 𖼸              | 𖼹               | 𖼺       | 𖼻              |
| TSA               | DZA            | YI TSA          | SA      | ZA             |
| 𖼼                 | 𖼽              | 𖼾               | 𖼿       | 𖽀              |
| ZSA               | ZZA            | ZZSA            | ZZA     | ZZYA           |
| 𖽁                 | 𖽂              | 𖽃               | 𖽄       | 𖽅              |
| ZZSYA             | WA             | AH              | HHA     | BRI            |
| 𖽆                 | 𖽇              | 𖽈               | 𖽉       | 𖽊              |
| SYI               | DZYI           | TE              | TSE     | RTE            |

## Vokale und Finale
| 𖽔          | 𖽕     | 𖽖           | 𖽗    |
| --------- | ---- | ---------- | --- |
| A         | AA   | AHH        | AN  |
| 𖽘          | 𖽙     | 𖽚           | 𖽛    |
| ANG       | O    | OO         | WO  |
| 𖽜          | 𖽝     | 𖽞           | 𖽟    |
| W         | E    | EN         | ENG |
| 𖽠          | 𖽡     | 𖽢           | 𖽣    |
| OEY       | I    | IA         | IAN |
| 𖽤          | 𖽥     | 𖽦           | 𖽧    |
| IANG      | IO   | IE         | II  |
| 𖽨          | 𖽩     | 𖽪           | 𖽫    |
| IU        | ING  | U          | UA  |
| 𖽬          | 𖽭     | 𖽮           | 𖽯    |
| UAN       | UANG | UU         | UEI |
| 𖽰          | 𖽱     | 𖽲           | 𖽳    |
| UNG       | Y    | YI         | AE  |
| 𖽴          | 𖽵     | 𖽶           | 𖽷    |
| AEE       | ERR  | rundes ERR | ER  |
| 𖽸          | 𖽹     | 𖽺           | 𖽻    |
| rundes ER | AI   | EI         | AU  |
| 𖽼          | 𖽽     | 𖽾           | 𖽿    |
| OU        | N    | NG         | UOG |
| 𖾀          | 𖾁     | 𖾂           | 𖾃    |
| YUI       | OG   | OER        | VW  |
| 𖾄          | 𖾅     | 𖾆           | 𖾇    |
| IG        | EA   | IONG       | UI  |